# Abepalpus
Abepalpus là một chi ruồi thuộc họ Tachinidae.

## Loài
- Abepalpus archytoides Townsend, 1931[1]